# Roncegno Terme

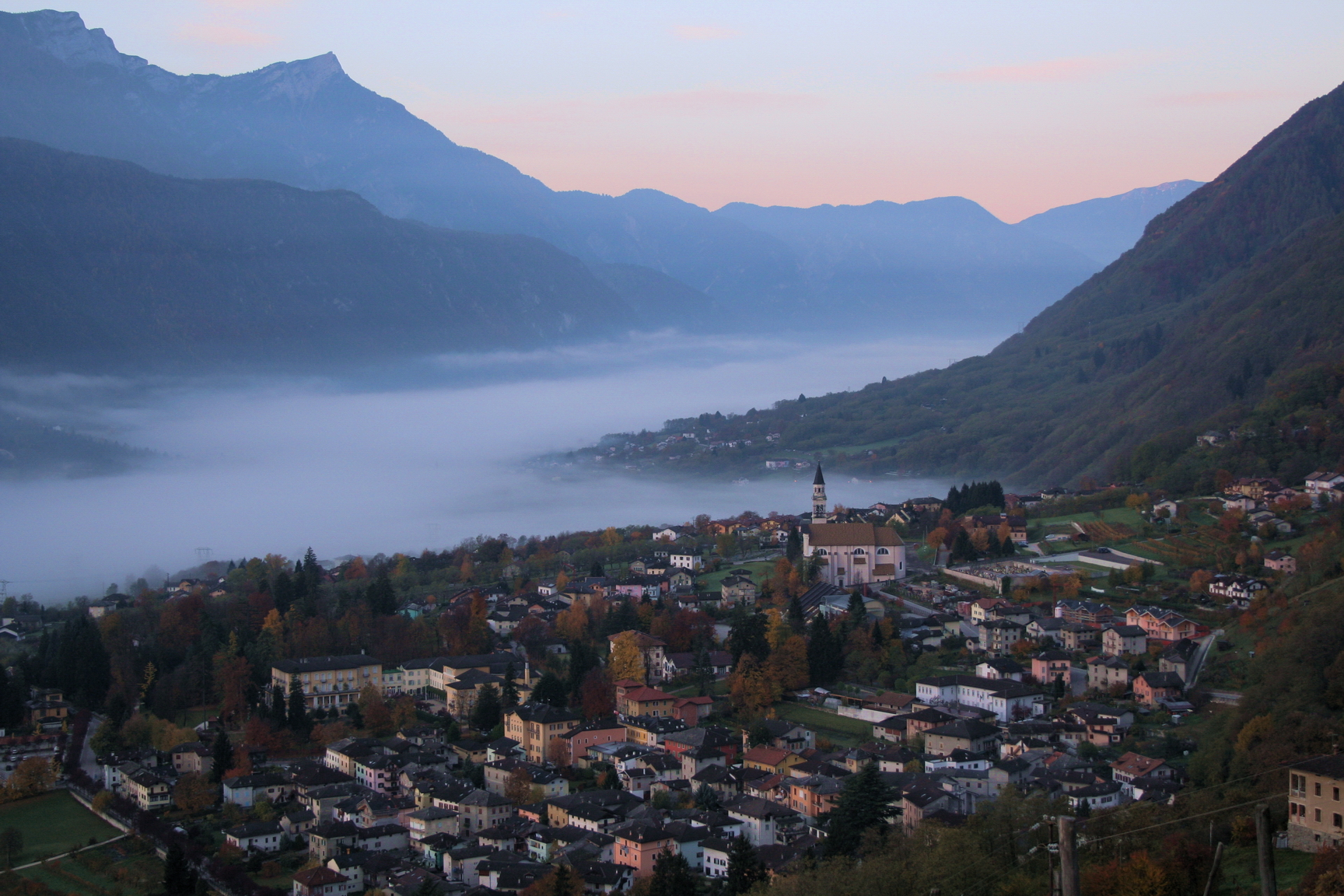
Blick auf Roncegno

Roncegno Terme (im lokalen Dialekt: Ronzégno Terme; deutsch veraltet: Rundscheinberg) ist eine nordostitalienische Gemeinde (comune) mit 2944 Einwohnern (Stand 31. Dezember 2023) in der Provinz Trient in der Region Trentino-Südtirol. Die Gemeinde liegt etwa 22 Kilometer ostsüdöstlich von Trient an der Brenta Vecchia.
Der Ort hat eine Thermalquelle, die sich durch besonders hohen Arsengehalt und durch ihren Eisengehalt auszeichnet. Es wird für Heilkuren genutzt.

## Verkehr
Durch die Gemeinde führt die Strada Statale 47 della Valsugana von Padua nach Trient. Der Bahnhof der Gemeinde liegt an der Bahnstrecke Trient–Venedig.